# حراس الطاقة: انقضاض الديناصورات
باور رينجرز دينو شارج أو باور رينجرز انقضاض الديناصورات (بالإنجليزية: Power Rangers Dino Charge) هو الموسم الثاني والعشرين لبرنامج التلفزيوني الأميركي الشهير باور رينجرز. تم استخدام اللقطات والأزياء والدعائم من مسلسل زيدن سنتاي كيوريوغر، من سلسلة سوبر سنتاي اليابانية، هو أول موسم توزعته مجموعة سابان براندز الترفيه بعد تشكيل وحدتين جديدتين ضمن الشركة تدعى سابان براندز لايف ستايل وسابان براندز إنترتينمنت في 11 ديسمبر 2014. تم إنتاج المسلسل من قبل إس سي جي باور رينجرز وبدأ عرضه على نكلوديون في 7 فبراير 2015.
الموسم الثاني منه، والموسم الثالث والعشرين عمومًا، ويدعى باور رينجرز دينو سوبر تشارج بدأ عرضه في 30 يناير، 2016.

## القصة (الموسم الأول)
تمضي أحداث الموسم الأول عن 5 مراهقين وجدوا احجار الطاقة في مستحاثات ديناصورات. التي أودعت لدي الديناصورات قبل أنقارضها. ويكتمون أمر انهم حراس عن الناس وهم: (1 _ الحارس الأحمر تايلر، 2_ الحارسة الوردية شيلبي واتكز، 3_ الحارس الأزرق كودا، 4_ الحارس الأخضر رايلي، 5_ الحارس الأسود تشيس).

## القصة (الموسم الثاني)
بعدما وجد الحراس الاحجار الخمس من أصل عشر. يسعون للبحث عن الحجر الذهبي ولكن يفقدون المدخرة المملوئة بطاقة الحجر الذهبي ويعثر فيوري الشرير على الزورد الخاص بالحجر الذهبي ويستخدمه ضد الحراس. ولكن سرعان ما يجد الحراس حارسهم الذهبي اللذي كان فيوري يسجنه داخله لمدة 800 عام ويسترد الحارس الذهبي المدخرة والزورد من فيوري.وبعدها عُثِر على الحجر الرمادي بواسطة أمير زيندار الذي حاول جاهدا أن يختاره الحجر الرمادي، حيث فعل كل ما بوسعه مستغلا أمواله وثروته ولكن للاسف لم يختاره الحجر الرمادي، لأنه لم يكن جديرا بذلك، فأعاد الحجر الرمادي للحراس ولكن سرعان ما أتى فيوري ووحوشه لأخذ الحجر، لكنه ضاع من كل من الحراس وفيوري، وهنا ضهرت كلوي أخت تشيس الصغرى التي كانت قادمة من نيوزيلاند لتعطي شيئا لأخيها، وحينئذ كان الحراس يقاتلون فيوري، وتعرضت للخطر لكن الأمير عرض حياته للخطر من أجل إنقاذها وعندها ظهر الحجر الرمادي واختار الأمير.ذهب الحراس إلى نيوزيلندا للبحث عن الحارس البنفسجي العجوز وذهبوا إلى مدينة أوكلاند واعتذر الحارس البنفسجي وانتزع الحجر منه وبعدها وجد الحراس الحجر البنفسجي وبدأو بالبحث عن حارسه بأداء تمثيلية على الناس، وبالطبع أرسل سليدج وحوشه لأخذ الحجر البنفسجي منهم واستطاع فيوري الحصول عليه وبعدها أتى سليدج إلى الأرض ليقاتل الحراس شخصيا، بالاستعانة بطاقة الحجر البنفسجي واستطاع أخذ الحجر الأحمر من تايلر، وبالتالي جرده من قواه، وقبل أن يأخد بقية الأحجار، تمكن الحراس من الهرب، بالاستعانة بألي تيرا، ثم عاد سليدج إلى السفينة وأسر كيبر، لكن كندل لحقت به عن طريق إحدى مركباته فوصلت إلى السفينة، ومعها جهاز يبحث عن الاحجار، واستطاعت تخبئة الحجر البنفسجي، لكن أمرها كشف، وحين أضهرت شجاعة كبيرة في إنقاذ كيبر اختارها الحجر البنفسجي، واصبحت حارسة بنفسجية وعندها أتى تايلر وشيلبي إلى السفينة لانقاذهم وغادرت كل من شيلبي وكيندل وكيبر السفينة، بينما بقي تايلر هناك ليعطل المدفع الليزري، الذي صنعه سليدج ليدمر الأليين، وذلك باسترجاع الحجر الأحمر ولكن يوقفه سليدج وهو على وشك أخد الحجر، ويطلق المدفع الليزري لكن جهاز كندل كان قد استطاع أخذ الحجر الاحمر، وبدأت سفينة سليدج بالتدمر وهرب الفيفكس بأخر المركبات وقفز تايلر من السفينة وضن أنه سيموت لولا أن الحراس انتشلوه من الفضاء بواسطة ألي تيرا، ثم قاتل كل الحراس الوحش الضخم الذي أرسله سليدج سابقا، ووقعت سفينة سليدج في الأرض وتدمرت. ولكن بقي وحش واحد لا يزال على قيد الحياة.

## الحلفاء
- كيبر: هو الذي اودع احجار الطاقة لدي الديناصورات.ويساعد الحراس بنصائحه، استطاع سليدج أسره، لكن كيندل أنقذته، وتحولت إلى حارسة بنفسجية.
- كيندل: هي من تخترع المدخرات واسلحة الحراس.وبعدها أصبحت حارسة بنفسجية لأنها أضهرت شجاعة كبيرة في إنقاد كيبر حين أسره سليدج.

## الأسلحة
- سيف الديناصور
- المدخرات
- الزورد

## الحراس
| الحارس            | الحجر          | اسم الحارس         | المدخرة        | الزورد                    | السلاح        | الممثل                            |
| ----------------- | -------------- | ------------------ | -------------- | ------------------------- | ------------- | --------------------------------- |
| الحارس الأحمر     | الحجر الأحمر   | تايلر نافارو       | مدخرة تي-ركس   | ألي تي-ركس                | ساحق تي-ركس   | برنان ميجيا Brennan Mejia         |
| الحارس الأزرق     | الحجر الأزرق   | كودا               | مدخرة ستيغو    | ألي ستيغو                 | سيف ستيغو     | يوشي سيدارسو Yoshi Sudarso        |
| الحارسة الوردية   | الحجر الوردي   | شيلبي واتكنس       | مدخرة ترايسيرا | ألي ترايسيرا - ألي أنكيلو | مثقب ترايسيرا | كاميل هيد Camille Hyde            |
| الحارس الاخضر     | الحجر الأخضر   | رايلي كرفن         | مدخرة رابتور   | ألي رابتور                | مخلب رابتور   | ميشيل طابر Michael Taber          |
| الحارس الأسود     | الحجر الأسود   | تشيس رندال         | مدخرة بارا     | ألي بارا                  | قاطع بارا     | جيمس دافيس James Davies           |
| الحارس الذهبي     | الحجر الذهبي   | الفارس أيفن        | مدخرة تيرا     | تيرا                      | سيف البرق     | دافي سانطوس Davi Santos           |
| الحارس الرمادي    | الحجر الرمادي  | الأمير فيليب 3     | مدخرة باكا     | ألي باكا                  |               | جاريد بلاكيسطون Jarred Blakiston  |
| الحارسة البنفسجية | الحجر البنفسجي | الأنسة كيندل موركن | مدخرة بلاثيو   | ألي بلاثيو                |               | كلير بلاكويلدر Claire Blackwelder |

## الأشرار
1-سليدج قائد الاشرار ويطمع في الاحجار
2-فيوري .له علاقة بوالد تالير ومنافس كيبر من القدم
3-رينش .هو الذي يصنع الاسلحه والوحوش لسليدج
4-بويساندرا. هي أكثر شخص يحبه سليدج
5-كيوريو . هو صديق بويسندرا، مصنوع من قطع الخردة من قبل رينش
6-بي بيكس . هي كائنات فضائية يمكنها ان تتجمع وتكون وحشا ضخما يسمى فيفي زورد.
7-سجناء سليدج : هم الوحوش الذين يرسلهم سليدج للقضاء على الحراس ومنهم:
- وحش الأقفاص: قام هذا الوحش باحتجاز كل من تشيس وكودا في قفصين في أحد الكهوف، وعن طريق الخطأ أسر طفل يدعى بيتر مع كودا، لكن كودا استغل ما تعلمه وهو رجل كهف وهرب مع الطفل، ليلتقي بالحراس في مدخل الكهف ويقاتل أربعتهم الوحش ويقضوا عليه، قبل أن ينقدوا تشيس.
- وحش نخر الأسنان: كان هذا الوحش هو طباخ بويساندرا وأرسله سليدج ليقضي على الحراس، وذلك بإطلاق أشعة من أسنانه، وتسبب هته الأشعة ألما شديدا في الأسنان، وفي نفس هته الحلقة تشاجر تشيس ورايلي لأن رايلي كان يعتقد أن تشيس لايتدرب وإنما يتزلج وحسب، وبعد أن عثر تشيس على الوحش أولا أصابته تلك الأشعة، لكن الحراس انضموا إليه وقضوا جميعا على الوحش، وتصالح رايلي وتشيس.

## روابط خارجية
- حراس الطاقة: انقضاض الديناصورات على موقع IMDb (الإنجليزية)
- حراس الطاقة: انقضاض الديناصورات على موقع كينوبويسك (الروسية)
- حراس الطاقة: انقضاض الديناصورات على موقع ألو سيني (الفرنسية)
- حراس الطاقة: انقضاض الديناصورات على موقع قاعدة بيانات الفيلم (الإنجليزية)
- Official Power Rangers Website
- الموقع الرسمي
- الموقع الرسمي
 (Nickelodeon)
- Power Rangers Dino Charge  في قاعدة بيانات الأفلام على الإنترنت (بالإنجليزية)